# Фернандо Јеро
Фернандо Руиз Јеро (шп. Fernando Ruiz Hierro, Велез Малага, 23. март 1968) бивши је шпански фудбалски репрезентативац, који је већи део своје каријере провео наступајући за Реал Мадрид.

## Каријера
Јеро је поникао у локалном фудбалском клубу Велез Малага. Одатле је 1984. прешао у Малагу, где је оцењен као неталентован, те се поново вратио у клуб у којем је поникао. Деби у најјачој шпанској лиги је забележио у дресу Реал Ваљадолида. Након две одигране сезоне, прешао је у Реал Мадрид.
У првој сезони у дресу краљевског клуба, постигао је седам голова на 37 утакмица. Годинама је чинио тандем штопера Реала са Мануелом Санчизом од кога је и наследио капитенску траку када је овај окончао своју фудбалску каријеру. Једини хет-трик у каријери је постигао 24. марта 2002. против Сарагосе. Током лета 2003. је напустио клуб након што му је истекао уговор. Одлучио се да каријеру настави у катарском Ал Рајану.
Након само једне сезоне, вратио се у Европу. На наговор бившег саиграча Стива Макманамана потписао је уговор са Болтон вондерерсима. Једини гол у првенству је постигао у поразу од Норич ситија (2-3) децембра 2004. Упркос томе што су тренер Сем Олардејс и навијачи вршили притисак на њега да и даље остане у клубу, Јеро је 10. маја 2005. објавио да се опрашта од активног играња.
На место спортског директора Малаге је постављен јула 2011.

## Репрезентација
Јеро је у дресу репрезентације Шпаније одиграо 89 утакмица на којима је постигао 29 погодака. По броју постигнутих голова за репрезентацију, налази се на трећем месту иза Давида Виље и Раула Гонзалеза. На листи играча по броју наступа за шпанску репрезентацију налази се на шестом месту. 
Дебитовао је 20. септембра 1989. у победи своје репрезентације над Пољском (1-0) у пријатељској утакмици одиграној у Коруњи. Свој први гол је постигао 19. децембра 1990. у утакмици квалификација за Европско првенство 1992. против Албаније (9-0). Био је у саставу репрезентације за четири светска и два Европска првенства. 
Јеро се налазио на списку путника за Светско првенство 1990. али је читаво првенство, на којем је репрезентација елиминисана у осмини финала од Југославије, преседео на клупи. На Светском првенству 1994. био је стартер у прве две утакмице групне фазе против Јужне Кореје (2-2) и Немачке (1-1). Против Боливије (3-1) у игру је ушао у полувремену уместо Фелипеа Минамбреса. У осмини финала Шпанија је елиминисала репрезентацију Швајцарске (3-0). Јеро је тада био стрелац водећег гола у 15. минуту, а 76. минуту је напустио игру и уступио е своје место Хорхеу Отеру. Шпанија је такмичење завршила у четвртфиналу након пораза од Италије (1-2). Фернандо Јеро је на тој утакмици ушао у игру у 65. минуту уместо Хосеа Марија Бакера.
На Европском првенству 1996. био је у стартној постави на свим утакмицама. Шпанија је елиминисана у четвртфиналу од Енглеске након извођења једанаестераца. Јеро тада није био успешан извођач првог једанаестерца. Светско првенство 1998. је било неуспешно за Шпанију јер је са првенства елиминисана још у групној фази. Јеро је на овом првенству постигао два гола, први у поразу од Нигерије (2:3) а други у победи над Бугарском (6:1). Након овог светског првенства до тадашњи капитен Андони Зубизарета се опростио од активног играња фудбала, па је тако Јеру припала капитенска трака.
Репрезентацију је као капитен предводио на Европском првенству 2000. Играо је на све три утакмице групне фазе, док у мечу четвртине финала у којој је његов тим поражен од Француске (1:2), није играо. На Светском првенству 2002. опростио се од дреса са државним грбом. У прве две утакмице такмичења по групама против Словеније (3:1) и Парагваја (3:1) уписао се у листу стрелаца, оба пут са беле тачке. У последњој утакмици групне фазе, против Јужне Африке, селектор Камачо је одмарао своје главне играче, међу којима и Јера. У осмини финала је Шпанија била боља од Републике Ирске након извођења једанаестераца. Јеро је тада био успешан реализатор са беле тачке. У четвртфиналу Шпанију је из даљег такмичења избацила Јужне Кореје бољим извођењем пенала. Јеро је и овога пута био прецизан.

## Трофеји

### Реал Мадрид
- Првенство (5): 1990, 1995, 1997, 2001. и 2003.
- Куп (1): 1993.
- Суперкуп (4): 1990, 1993, 1997. и 2001.
- УЕФА Лига шампиона (3): 1998, 2000. и 2002.
- УЕФА суперкуп (1): 2002.
- Интерконтинентални куп (2): 1998. и 2002.

### Ал Рајан
- Куп (1): 2004.

### Појединачни
- Најбољи одбрамбени играч у избору УЕФА (1): 1998.
- Најбољи тим првенства (1): 2002.